# 432 Pythia

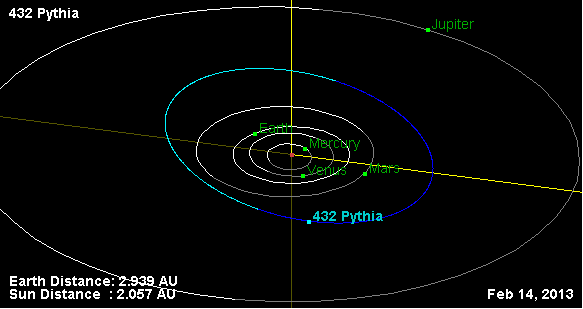
432 Pythia

Pythia (asteroide 432) é um asteroide da cintura principal com um diâmetro de 46,9 quilómetros, a 2,0225778 UA. Possui uma excentricidade de 0,1462883 e um período orbital de 1 331,92 dias (3,65 anos).
Pythia tem uma velocidade orbital média de 19,35065796 km/s e uma inclinação de 12,13154º.
Esse asteroide foi descoberto em 18 de Dezembro de 1897 por Auguste Charlois.